# Elisabetta Contarini

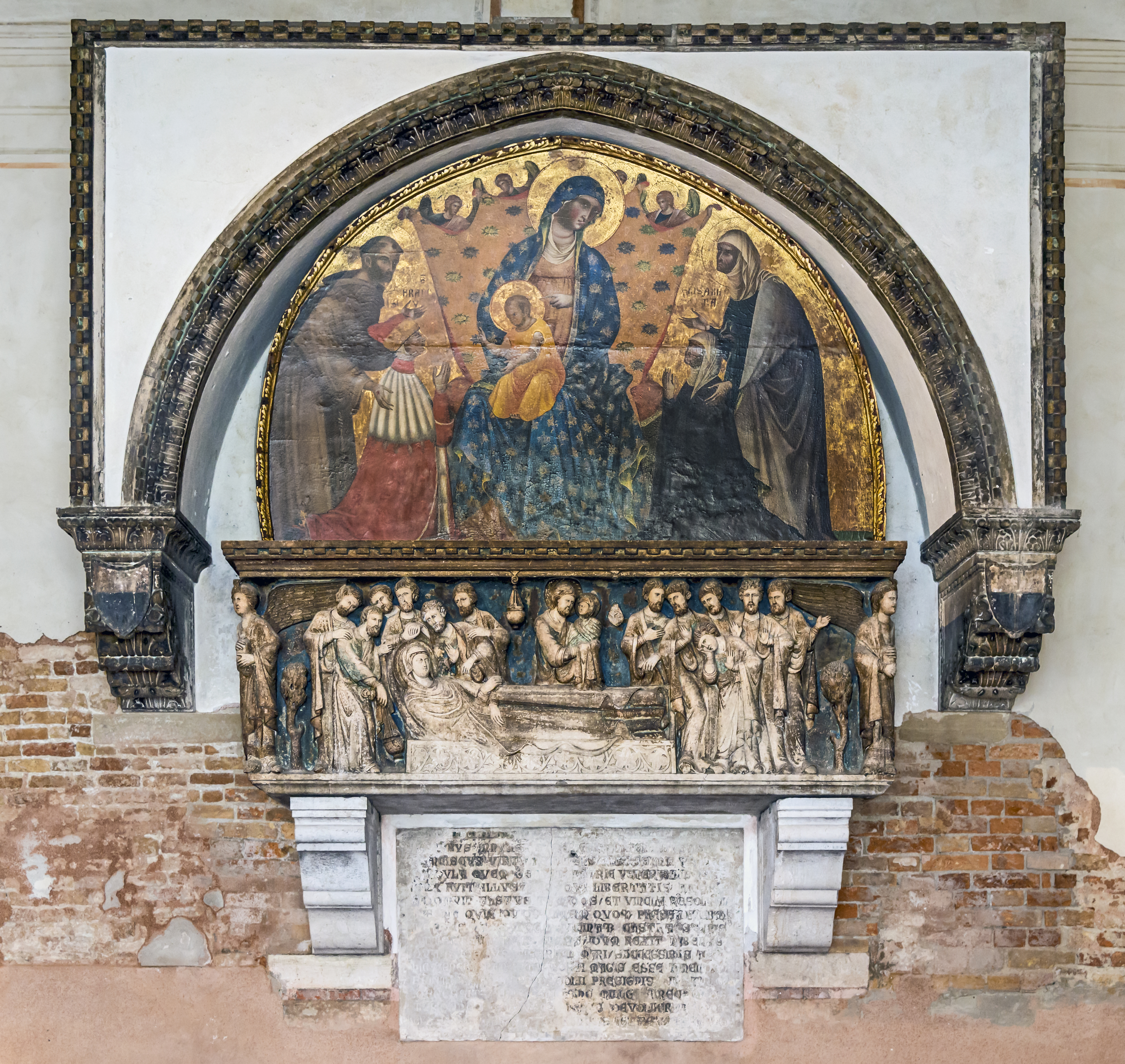
Die Heiligen Franziskus und Elisabeth präsentieren der Muttergottes den Dogen Francesco Dandolo und die Dogaressa Isabetta Contarini, Paolo Veneziano 1339, Frari-Kirche, Venedig. Die Contarini erhielt ein Porträt, das sie zusammen mit ihrem Mann Francesco Dandolo darstellt. Es befindet sich in der Lünette oberhalb der Urne. Die Dogaressa und ihre Patronin sind im Gewande franziskanischer Tertiarierinnen gekleidet, ihr Mann hingegen in seiner Amtstracht.

Elisabetta Contarini, auch Isabetta (* in der 2. Hälfte des 13. Jahrhunderts; † nach 1348 in Venedig), war durch ihre Ehe mit Francesco Dandolo von 1328 bis 1339 Dogaressa der Republik Venedig. 1339 wurde sie Nachlassverwalterin (als Ysabete Dandulo) ihres verstorbenen Mannes, mit dem sie drei Töchter hatte; der einzige Sohn war noch vor ihrem Mann gestorben. Ein illegitimer Sohn erhielt im Testament Francesco Dandolos fast das gesamte Erbe. Elisabetta Contarini und ihr Mann ließen sich zu Füßen ihrer persönlichen Heiligen als erstes Herrschaftspaar Venedigs porträtieren.

## Dogaressa (1329–1339)
Nach der Amtseinführung ihres Mannes im Jahr 1329, der zu dieser Zeit bereits 71 Jahre alt war, fuhr Elisabetta Contarini zum ersten Mal mit dem Staatsschiff, dem Bucintoro. Wie der Doge, so musste auch die Dogaressa einen Eid schwören. Dessen Einzelheiten wurden jeweils für den neuen Dogen genau ausgearbeitet und nun auch der neuen Dogaressa in Schriftform vorgelegt. Allerdings musste sie nur die Teile dieser Promissione ducale beeiden, die ihr Amt betrafen.
Seine Residenz nahm das Paar im Dogenpalast. Doch zuvor besuchte es die unmittelbar benachbarte Markuskirche, wo Elisabetta großzügig zehn lire di grossi auf dem Altar hinterlegte. Im Dogenpalast betrat das Paar die Sala dei signori di notte. Elisabetta nahm nun auf einem Thron im Kreis der Consiglieri, der Dogenberater, und des Kanzlers Platz. Schließlich zog sie sich nach Entlassung der Consiglieri mit ihren Damen in ihre Zimmer im oberen Stockwerk zurück. Die Scuole lud die neue Dogaressa zu einem opulenten Mahl, zu dem diese in je verschiedener festlicher Kleidung zu Fuß oder zu Pferd erschien. Nach diesen Feierlichkeiten wurde das Volk zur Leistung des Treueids eingeladen.

## Testamente (1339 und 1348), gemeinsames Grabmal
Als ihr Mann am 31. Oktober 1339 starb, wurde Elisabetta neben zwei männlichen Verwandten als Testamentsvollstreckerin eingesetzt. Dabei war Dandolos Testament erst fünf Tage vor seinem Tod aufgesetzt worden. Er hinterließ seine Witwe Elisabetta Contarini („Ysabete Dandulo“) und ihre gemeinsamen drei Kinder. Seinem unehelichen Sohn Zanino vermachte er testamentarisch fast seinen gesamten Besitz, darunter den Familienpalast im Sestiere San Polo und umfangreiche Güter im Ferrarese, dem Gebiet um Ferrara. Das Inventar seiner Besitztümer datiert vom 11. August 1341; es enthält auch zwanzig Manuskripte. Francesco Dandolo wurde in der Frari-Kirche begraben, deren Wohltäter er stets gewesen war. Dort sollte sein Grabmal im Kapitelsaal entstehen. In seinem Testament hatte der Doge ausdrücklich festgehalten: „In quo si quidem reponatur corpus etiam consortis nostre predicte in suo decessu, si ei libuerit“ – wenn sie es also wünschen sollte, könnte sie selbst gleichfalls ihre letzte Ruhestätte dort finden. Dabei sollte jeder Pomp vermieden, der Doge nicht herausgestellt werden, „honorabilis atque decens“. Drei Tage nach dem Tod des Dogen musste die Dogaressa, wie es üblich war, den Dogenpalast verlassen.
In ihrem eigenen Testament vom 22. April 1348 verfügte Elisabetta, dem Wunsch ihres Gatten folgend, dass sie gleichfalls in der Frari-Kirche beigesetzt werden sollte. Als dieses Grab jedoch am 27. Mai 1818 geöffnet wurde, befanden sich ihre sterblichen Überreste nicht im Grab.
Ihre drei Töchter hatte Elisabetta, wie es üblich war, im Interesse der Familie und ihrer Stellung in der Stadt verheiratet. Ihre Tochter Marchesina hatte einen Sanuto geheiratet, Sofia war die Ehefrau von Nicolò Gradenigo geworden und Agneta hatte einen Falier geehelicht. Gratone, ihr einziger und damit der einzig legitime Sohn, war schon vor dem Vater gestorben.
Das Werk, das Paolo Veneziano schuf, hat kunsthistorisch erhebliche Wirkung entfaltet. Für Edgcumbe Staley waren beide, Doge und Dogaressa, „patrons of the new-born Fine Arts, for, in addition to the fresco painter Guariento, Giacomo del Fiore, Lorenzo Veneziano, and others were painting altar-pieces and anconas in the earliest Venetian studios — a hundred years or more before the brothers Vivarini founded the School of Murano“.